# زهقرنيات
زهقرنيات (الاسم العلمي: Anthocerotales) هي رتبة نباتية تتبع طائفة الحزازيات القرناء من شعبة النباتات الزهقرنية.

## فصائل
- الزهقرنية (الاسم العلمي: Anthocerotaceae) وتضم ثلاثة أجناس
- الشجقرنية (الاسم العلمي: Dendrocerotaceae) وتضم جنسين
- الخلفكيسية (الاسم العلمي: Notothyladaceae) وتضم جنس واحد